# إبراهيم أباد (صوغان)
إبراهیم أباد (بالفارسية: ابراهیم‌آباد) هي قرية تقع في إيران في قسم صوغان الريفي. يقدر عدد سكانها بـ 553 نسمة.